# Terra promessa (film 2004)
Terra promessa (Promised Land) è un film del 2004 diretto da Amos Gitai.
Pellicola di produzione francese-israeliana interpretata, fra gli altri, dalle attrici Anne Parillaud e Hanna Schygulla.
È stato presentato in concorso alla 61ª Mostra internazionale d'arte cinematografica di Venezia.
Il regista Gitai era presente alla rassegna cinematografica veneziana anche nel 2003 con il film Alila.

## Trama
Anna, una trafficante di schiave bianche vende alcune donne dell'Est Europa introdotte illegalmente in Israele. Il loro destino è lo stupro, le percosse e la vessazione, per il piacere dei turisti facoltosi sulle spiagge del Mar Rosso. Un attentato terroristico coinvolgerà tenutari e clienti, salvando probabilmente la sfortunata protagonista. È il compimento del salmo "Chad Gadya" che la ragazza cantilena all'inizio della storia, sulla piramide di eventi che fanno giustizia sulle persone.